# 榎田ユウリ
榎田 ユウリ（えだ ゆうり、7月16日 - ）は、日本の小説家。東京都生まれ。別名義に榎田 尤利（えだ ゆうり）がある。

## 概要
小説雑誌『小説 JUNE』（マガジン・マガジン発行）誌面において、小説家の栗本薫が“中島梓”名義で主宰していた小説投稿コーナー「小説道場」に、榎田尤利名義で作品を投稿。『夏の塩』は第71回（1995年小説JUNE10月号）で講評を受け、門弟希望一級となる（作品は1996年2月・77号に掲載。挿絵は茶屋町勝呂）。その後も精力的に作品を投稿する。
2000年に『夏の塩』（『魚住くん』シリーズ第1作）が文庫本化されプロデビュー。別名義の「榎田尤利」はBL小説執筆時に使っている名義である。2024年4月時点での著作数は170を超えている（ユウリ名義72冊、尤利名義102冊）
。2018年に発表した『この春、とうに死んでるあなたを探して』は初の一般文芸作品となった。
2017年に『カブキブ!』がテレビアニメ化され、初の映像化となる。
2022年1月31日、中村明日美子との共著『先生のおとりよせ』が同年4月よりテレビ東京系列でテレビドラマ化されることが発表された。榎村遥華役を向井理、中田みるく役を北村有起哉が演じた。

## 著作

### 魚住くんシリーズ
1. 夏の塩（2000年7月 クリスタル文庫／2014年7月 角川文庫）
2. プラスチックとふたつのキス（2000年11月 クリスタル文庫／2014年9月 角川文庫）
3. メッセージ（2001年3月 クリスタル文庫／2014年12月 角川文庫）
4. 過敏症（2001年7月 クリスタル文庫／2015年3月 角川文庫）
5. レムリスの空（2002年5月 クリスタル文庫／2015年6月 角川文庫）- 角川文庫版は「夏の子供」に改題

#### 新装版
1. 夏の塩（2009年8月 SHY NOVELS）
2. 夏の子供（2009年8月 SHY NOVELS） - クリスタル文庫版全5巻を上下巻として再録したもの

### Blue Rose
1. Blue Rose（2001年2月 I NOVELS）
2. Sleeping Rose（2001年11月 I NOVELS）

### 作家・羽根くんシリーズ
1. ハードボイルドに触れるな（2001年5月 SHY NOVELS）
2. ロマンス作家は騙される（2001年10月 SHY NOVELS）

### 吾妻＆伊万里シリーズ
1. レイニー・シーズン（2001年6月 SHY NOVELS）
2. オール・スマイル（2002年2月 SHY NOVELS）

### ラブ＆トラストシリーズ
1. ラブ＆トラスト（2002年5月 SHY NOVELS）
2. エロティック・パフューム ラブ＆トラスト2（2003年4月 SHY NOVELS）
3. 100 LOVE Letters ラブ＆トラスト3（2004年7月 SHY NOVELS）
4. ダブル・トラップ ラブ＆トラストEX.（2007年11月 SHY NOVELS）

### ヴァムピール・アリトス
1. 丘の上の愚者 ヴァムピール・アリトス（2003年6月 角川ビーンズ文庫）
2. 聖者は街にやって来ない ヴァムピール・アリトス（2003年11月 角川ビーンズ文庫）
3. 秒針を止める放浪者 ヴァムピール・アリトス（2004年7月 角川ビーンズ文庫）

### マンガ家シリーズ
1. きみがいなけりゃ息もできない（2003年9月 B-BOY NOVELS／2006年11月 B-BOY NOVELS【新装版】）
2. ごめんなさいと言ってみろ（2006年8月 B-BOY NOVELS）
3. 愛なら売るほど（2006年10月 B-BOY NOVELS）
4. 吸血鬼には向いてる職業（2007年9月 B-BOY NOVELS）
5. きみがいるなら世界の果てでも（2008年9月 B-BOY NOVELS）

### 普通のひとシリーズ
1. 普通の男（2003年11月 クリスタル文庫）
2. 普通の恋（2006年11月 クリスタル文庫）

### 藤井沢商店街シリーズ
1. ゆっくり走ろう（2004年8月 キャラ文庫）
2. 歯科医の憂鬱（2005年8月 キャラ文庫）
3. ギャルソンの躾け方（2006年8月 キャラ文庫）
4. アパルトマンの王子（2007年11月 キャラ文庫）
5. 理髪師の、些か変わったお気に入り（2008年6月 キャラ文庫）

### 神話の子供たち
1. 隻腕のサスラ（2004年10月 講談社X文庫ホワイトハート）
2. 片翼で飛ぶ鳥（2005年1月 講談社X文庫ホワイトハート）
3. おまえが世界を変えたいならば（2005年8月 講談社X文庫ホワイトハート）

### 眠る探偵
1. 人形の爪 眠る探偵 1（2005年4月 講談社X文庫ホワイトハート）
2. 鏡よ、鏡 眠る探偵 2（2005年5月 講談社X文庫ホワイトハート）
3. 傀儡の巫女 眠る探偵 3（2006年7月 講談社X文庫ホワイトハート）
4. 青い鳥 眠る探偵 4（2007年8月 講談社X文庫ホワイトハート）

### 金の髪のフェンリル
1. 沙漠の王（2005年12月 講談社X文庫ホワイトハート）
2. 生まれいずる者よ（2006年3月 講談社X文庫ホワイトハート）

### 新たなる神話へ
1. 銀の騎士 金の狼（2006年12月 講談社X文庫ホワイトハート）
2. 始まりのエデン（2007年2月 講談社X文庫ホワイトハート）

### 交渉人シリーズ
1. 交渉人は黙らない（2007年3月 SHY NOVELS）
2. 交渉人は疑わない（2008年11月 SHY NOVELS）
3. 交渉人は振り返る（2009年6月 SHY NOVELS）
4. 交渉人は諦めない（2010年8月 SHY NOVELS）
5. 交渉人は嵌められる（2010年8月 SHY NOVELS）
6. スウィーパーはときどき笑う 交渉人シリーズEX（2010年12月 SHY NOVELS）
7. 交渉人は愛される（2011年8月 SHY NOVELS）
8. 交渉人は休めない（2013年10月 SHY NOVELS）

### 妖琦庵夜話
1. 妖琦庵夜話 その探偵、人にあらず（2009年12月 角川書店／2013年6月 角川ホラー文庫）
2. 妖琦庵夜話 空蝉の少年（2011年7月 角川書店／2013年7月 角川ホラー文庫）
3. 妖琦庵夜話 人魚を喰らう者（2014年4月 角川ホラー文庫）
4. 妖琦庵夜話 魔女の鳥籠（2015年4月 角川ホラー文庫）
5. 妖琦庵夜話 グッドナイトベイビー（2016年4月 角川ホラー文庫）
6. 妖琦庵夜話 花闇の来訪者（2017年7月 角川ホラー文庫）
7. 妖琦庵夜話 誰が麒麟を鳴かせるか（2019年3月 角川ホラー文庫）
8. 妖琦庵夜話 顔のない鵺（2020年3月 角川ホラー文庫）
9. 妖琦庵夜話 ラスト・シーン（2021年8月 角川ホラー文庫）
10. 妖琦庵夜話 千の波 万の波（2023年7月 角川ホラー文庫）

### 愛とは言えない
1. 愛とは言えない 1（2010年12月 B-BOY NOVELS）
2. 愛とは言えない 2（2011年1月 B-BOY NOVELS）
3. 愛とは言えない 3（2012年2月 B-BOY NOVELS）
4. 愛とは言えない 4（2012年11月 B-BOY NOVELS）

### nez[ネ]
1. nez[ネ]（2012年11月 SHY NOVELS）
2. nez[ネ] SWEET SMELL（2013年6月 SHY NOVELS）
3. nez[ネ] SMELL AND MEMORY（2014年7月 SHY NOVELS）
4. nez[ネ] YOUR LOVELY SMELL（2015年7月 SHY NOVELS）

### 死神シリーズ
1. ここで死神から残念なお知らせです。（2015年1月 新潮文庫nex）
2. 死神もたまには間違えるものです。（2016年9月 新潮文庫nex）
3. ところで死神は何処から来たのでしょう?（2018年9月 新潮文庫nex）
4. 死神と弟子とかなり残念な小説家。（2021年5月 新潮文庫nex）

### ノンシリーズ
- ソリッド・ラヴ（2000年11月 SHY NOVELS）
- 放蕩長屋の猫（2001年12月 SHY NOVELS）
- 永遠の昨日（2002年2月 CROSS NOVELS／2010年11月 白泉社／2022年3月 角川文庫）
- ハンサムは嫌い。（2002年5月 GENKI NOVELS）
- 名前のない色（2002年8月 I NOVELS）
- ひとりごとの恋（2002年9月 SHY NOVELS）
- 聖夜（2002年12月 CROSS NOVELS）
- 弁護士は恋を自白する（2003年1月 SHY NOVELS）
- 眠る探偵（2003年2月 ジュネノベルズ）
- 明日が世界の終わりでも（2003年2月 CROSS NOVELS）
- 猫はいつでも甘やかされる（2003年3月 SHY NOVELS）
- ワークデイズ（2003年6月 SHY NOVELS）
- 神さまに言っとけ（2003年11月 SHY NOVELS）
- largo（2004年2月 CROSS NOVELS）
- 神を喰らう狼（2004年4月 講談社X文庫ホワイトハート）
- 少年はスワンを目指す（2004年5月 B-BOY NOVELS）
- 寡黙な華（2004年9月 SHY NOVELS）
- 誓いは小さく囁くように（2005年5月 SHY NOVELS）
- 無作法な紳士（2005年7月 SHY NOVELS）
- 権力の花（2005年7月 SHY NOVELS）
- 執事の特権（2006年1月 SHY NOVELS）
- 犬ほど素敵な商売はない（2006年6月 SHY NOVELS／2022年5月 角川文庫）
- Stepbrother（2007年4月 B-BOY NOVELS）
- 華の闇（2007年5月 SHY NOVELS）
- ビューティフル・プア（2008年5月 B-BOY NOVELS）
- 菫の騎士（2008年5月 SHY NOVELS）
- 獅子は獲物に手懐けられる（2008年9月 SHY NOVELS）
- 秘書とシュレディンガーの猫（2008年12月 SHY NOVELS）
- はつ恋（2009年10月 B-BOY NOVELS）
- 蛇とワルツ（2009年10月 SHY NOVELS）
- 優しいSの育て方（2011年12月 SHY NOVELS）
- threesome（2015年3月 リブレ／2022年5月 角川文庫)）
- 少年はスワンを目指す（2016年8月 リブレ）
- この春、とうに死んでるあなたを探して（2018年3月 筑摩書房／2021年3月 文春文庫）
- 武士とジェントルマン（2021年4月 KADOKAWA）
- 賢者とマドレーヌ（2022年6月17日 リブレ）
- 猫とメガネ 蔦屋敷の不可解な遺言（2022年10月5日 文春文庫）

### 短編集
- 普通のひと（2009年4月 SHY NOVELS） - 「普通の男」「普通の恋」に加えて書き下ろし「普通のオジサン」を収録
- Blue Rose 榎田尤利作品集（2012年7月 SHY NOVELS） - 「Blue Rose」「Sleeping Rose」に加えて書き下ろし「Weeds」を収録
- erotica（2012年8月 リブレ）
- ハンサムは嫌い。 榎田尤利作品集（2012年9月 SHY NOVELS） - 「ハンサムは嫌い。」「無作法な紳士」に加えて書き下ろし「秘書と苺」を収録
- 聖夜 榎田尤利作品集（2012年12月 SHY NOVELS） - 「聖夜」「名前のない色」に加えて書き下ろし「GRAY」を収録
- 明日が世界の終わりでも  榎田尤利作品集（2013年4月 SHY NOVELS） - 「明日が世界の終わりでも」「largo」に加えて書き下ろし「withness」を収録

### エッセイ
- LOVE and EAT 榎田尤利のおいしい世界（2012年12月 SHY NOVELS） - 共著：まんまる

## メディアミックス
漫画
- 宮廷神官物語（2009年5月号 - 2010年9月号、月刊Asuka、作画：カトーナオ）
- カブキブ！（2017年3月号 - 2018年2月号、ヤングエース、キャラクター原案：CLAMP、作画：神江ちず）[11]全2巻

テレビアニメ
- カブキブ！（2017年4月 - 6月、TBS系列/BS-TBS）[12]

テレビドラマ
- 先生のおとりよせ（2022年4月9日 - 6月25日、テレビ東京）[13]
- 永遠の昨日（2022年10月20日 - 12月8日、MBS）[14]

朗読劇
- READPIA朗読劇「妖琦庵夜話 その探偵、人にあらず」（2022年11月5日・6日、主催：KADOKAWA、幕張国際研修センター シンポジウムホール）[15]
- 朗読劇「武士とジェントルマン」(2023年2月1日 - 5日、サンシャイン劇場）[16]